# Adams County, Iowa
Adams County är ett administrativt område i delstaten Iowa, USA, med 4 029 invånare. Den administrativa huvudorten (county seat) är Corning. 

## Geografi
Enligt United States Census Bureau så har countyt en total area på 1 102 km². 1 097 km² av den arean är land och 5 km² är vatten. 

### Angränsande countyn
- Cass County - nordväst
- Adair County - nordost
- Union County - öst
- Taylor County - söder
- Montgomery County - väst